# Két tölgy (tűzfalfestmény)
A Két tölgy tűzfalfestmény Budapest VII. kerületében, a Klauzál utca és a Wesselényi utca sarkán. A festményt 2014 májusában ajándékozta a fővárosnak a fennállása 75. évfordulóját ünneplő Budapesti Lengyel Intézet. A kép témáját Stanisław Worcell lengyel író, politikus sokszor idézet gondolata adta. Ő a lengyel és a magyar nemzetet két tölgyfához hasonlította, amelyek egymás közelében, elválaszthatatlanul összenőve fejlődnek.

## Története
Az első lengyel–magyar kulturális egyezményt 1934-ben kötötte a két ország. Az egyezményben foglaltak alapján 1939. május 24-én kezdte meg működését a Budapesti Lengyel Intézet. Ez volt a lengyel kultúra külföldi népszerűsítéséért felelős második központ a világon, egyben az első a budapesti külföldi kulturális intézeteknek a sorában.
Az Intézet 2014-ben egész éven át tartó ünnepségsorozattal emlékezett meg alapításának évfordulójáról. Ennek részeként május 23-án és 24-én kétnapos kulturális fesztivált és utcabált rendeztek, melyet Navracsics Tibor miniszterelnök-helyettes nyitott meg. Az ajándékozással a lengyel szervezők egyik célja az volt, hogy a 75 éve jelen lévő Intézet kivonulhasson székhelye falai közül, és betagozódjon a mai Budapest izgalmas, főképp fiatalok által látogatott vigalmi negyedébe. Másik célja pedig, hogy az ún. Szabadság évében, negyed századdal a rendszerváltás után, ezzel a köztéri projekttel továbbgazdagodjék a több mint ezeréves lengyel–magyar barátság legújabb kori fejezete.
A festményt a Neopaint Works készítette. A „Tűzfalrehab Erzsébetvárosban” program keretében Erzsébetváros Önkormányzata társfinanszírozásában, a VII. Kerületi Lengyel Nemzetiségi Önkormányzat támogatásával valósult meg.

## Leírása
Az ezredforduló után az Erzsébetvárosban falfestmények sora készült el, melyek mind a modern murális művészet sajátos megnyilvánulásai. Ebbe a sorba tartozik a lengyel–magyar tematikájú mű is. A színes falfestmény 17 m magas. Stílusában a kubizmust idézi, amennyiben témáját geometrikus alakzatokba tördelve mutatja. Két tölgyet ábrázol, továbbá Kossuth Lajos londoni barátjának, Stanisław Worcell-nek 1848-ban megfogalmazott gondolatait magyar és lengyel nyelven. A kép alján az emlékév logója látható. A felirat szövege:
„Magyarország és Lengyelország két öröklétű tölgy,

melyek külön törzset növesztettek, de

gyökereik a föld alatt összefutnak és láthatatlanul

összekapcsolódtak, összefonódtak.

Ezért egyiknek léte és erőteljessége,

a másik életének és egészségének feltétele.”

"Węgry i Polska to dwa wiekuiste dęby,

każdy z nich wystrzelił pniem osobnym i odrębnym, ale

ich korzenie, szeroko rozłożone pod powierzchnią ziemi,

i splątały się, i zrastały niewidocznie.

Stąd byt i czerstwość jednego jest drugiemu warunkiem

życia i zdrowia".

## Galéria

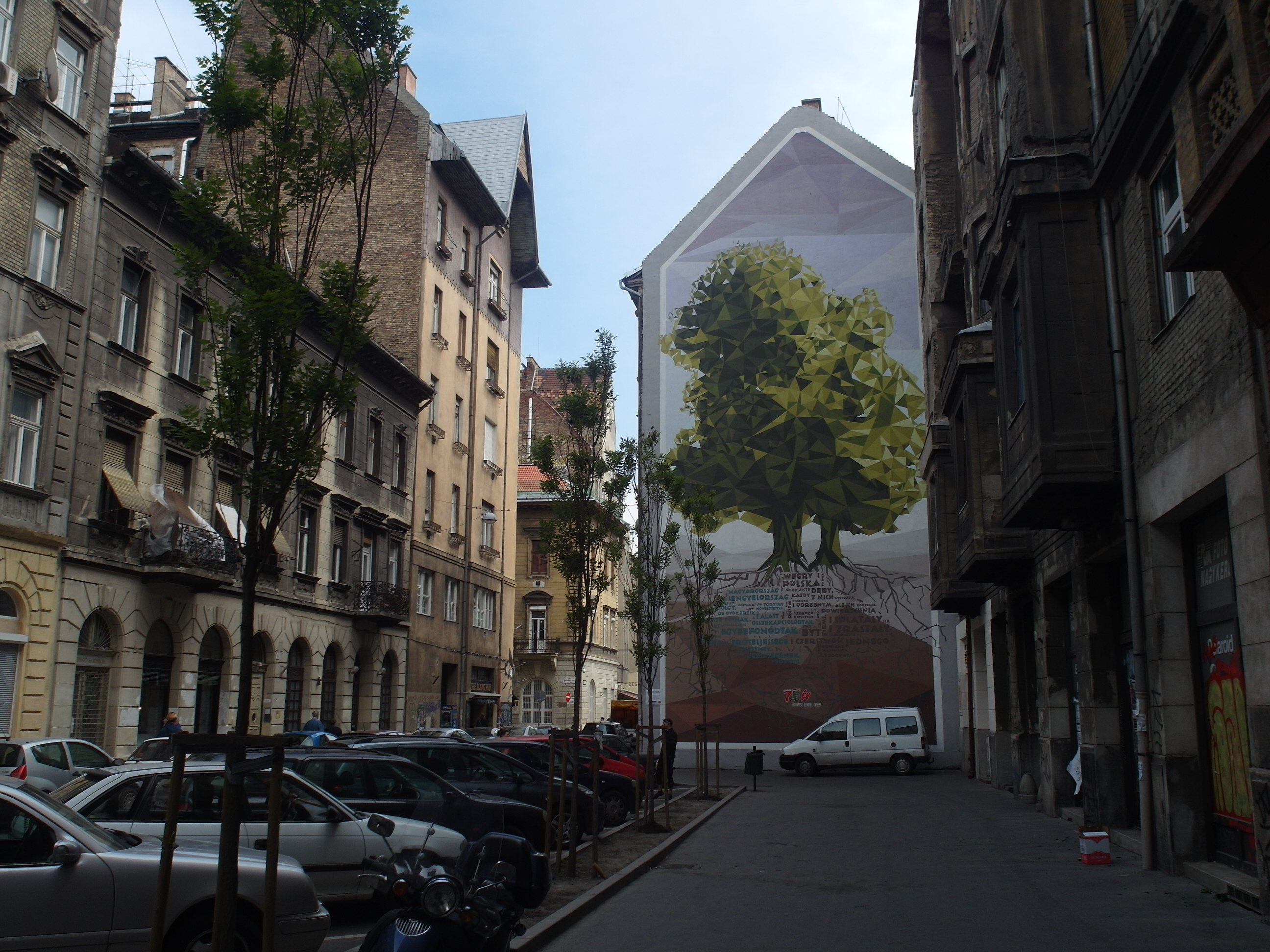
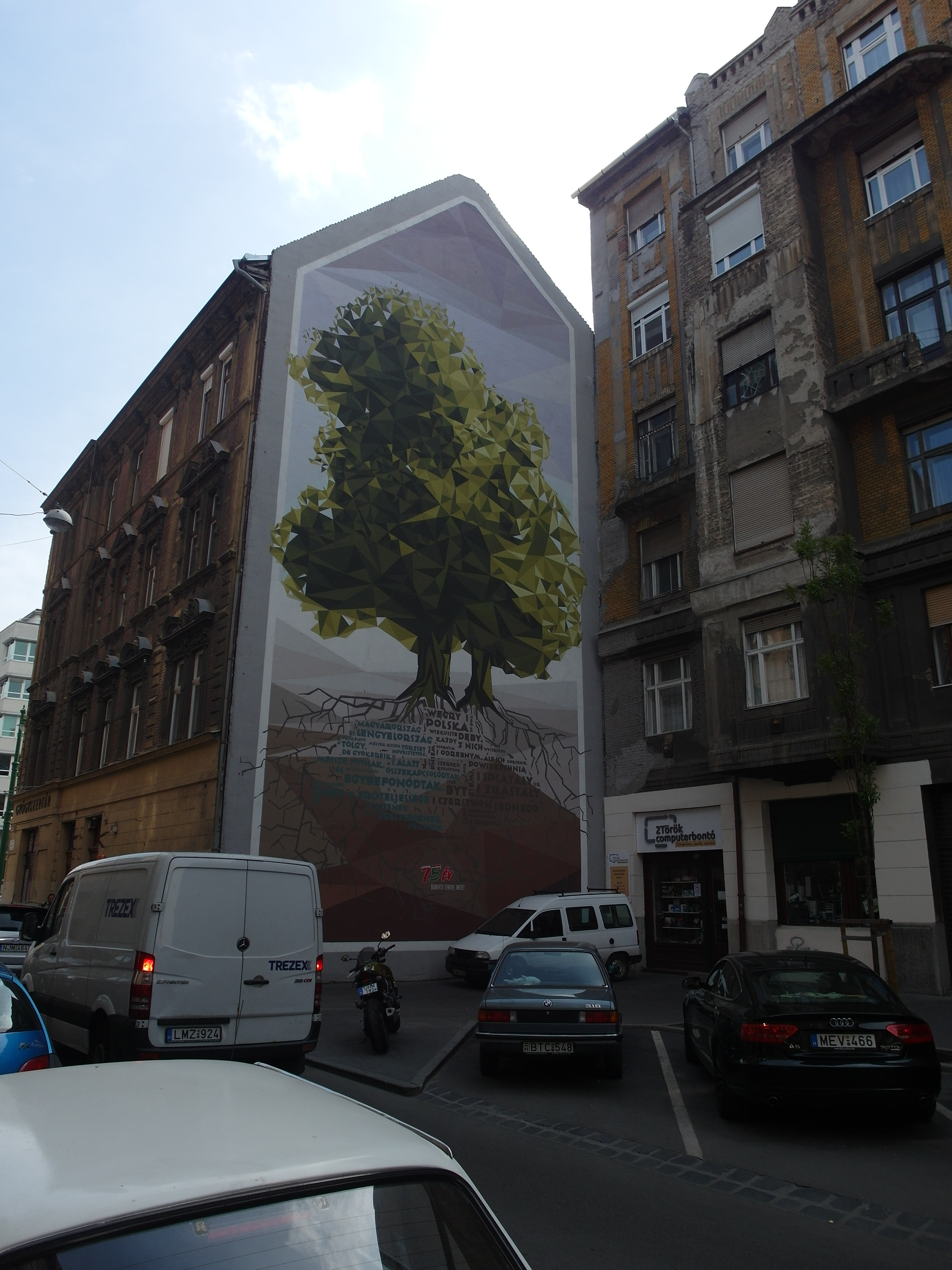
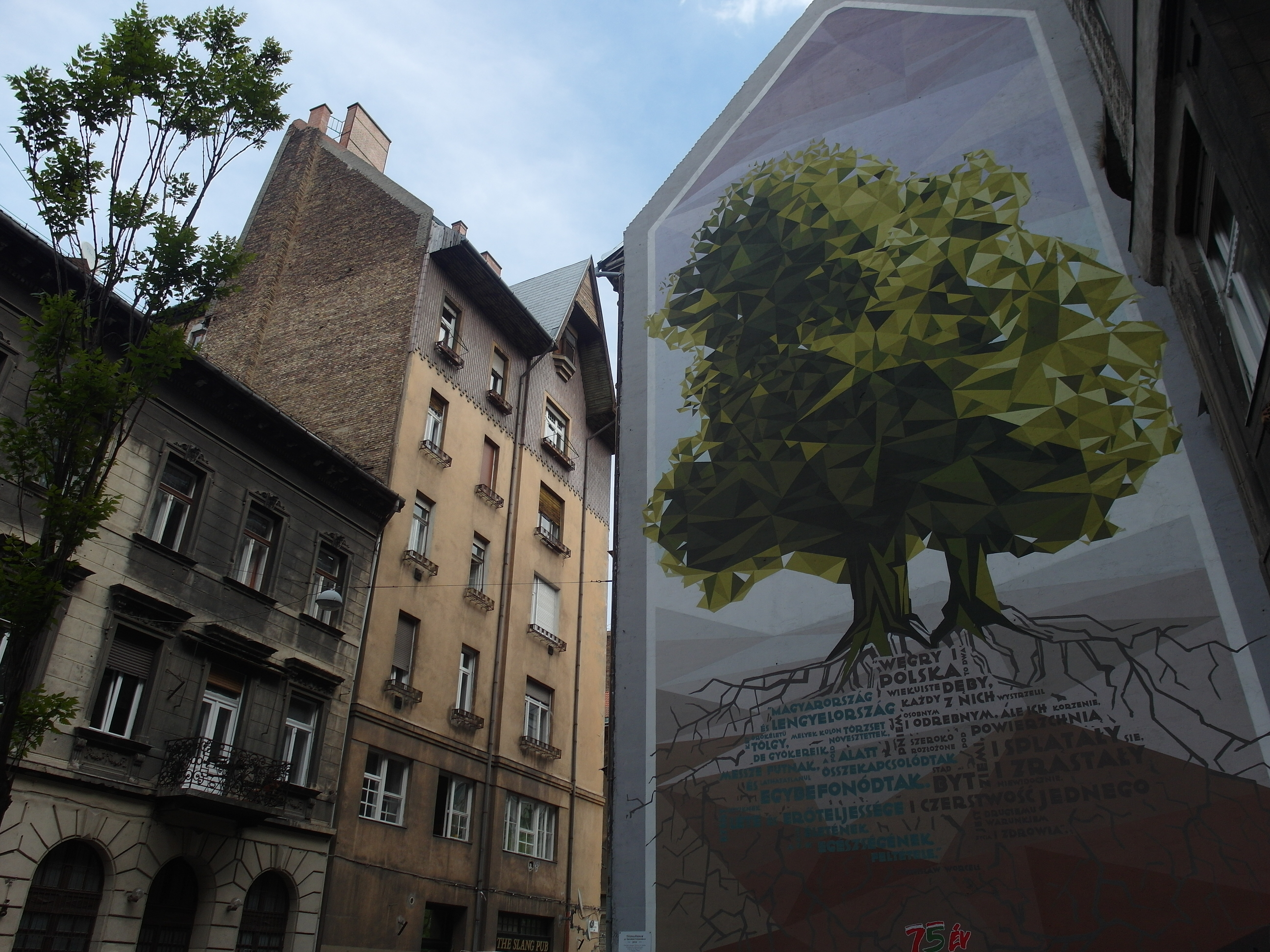
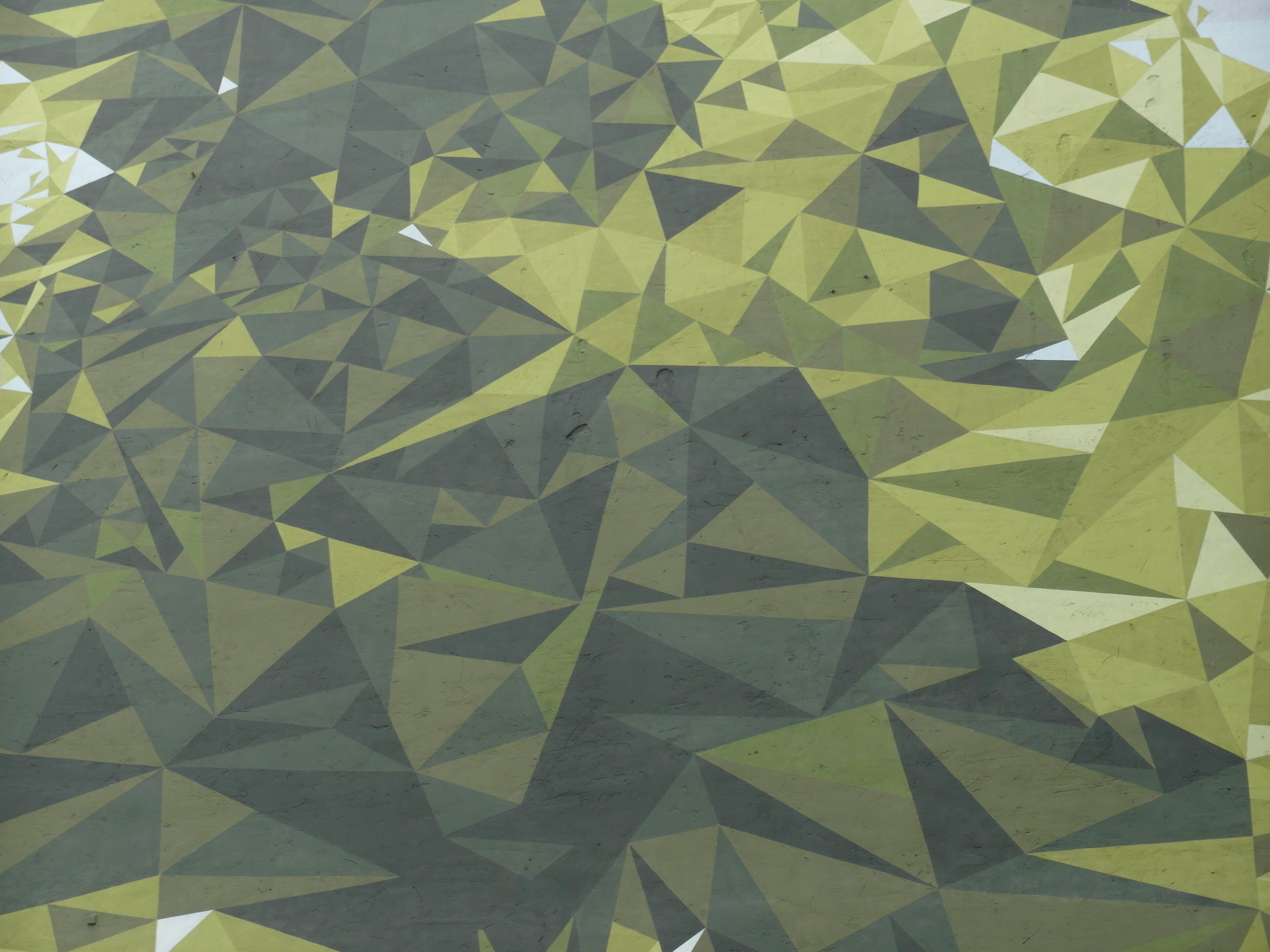
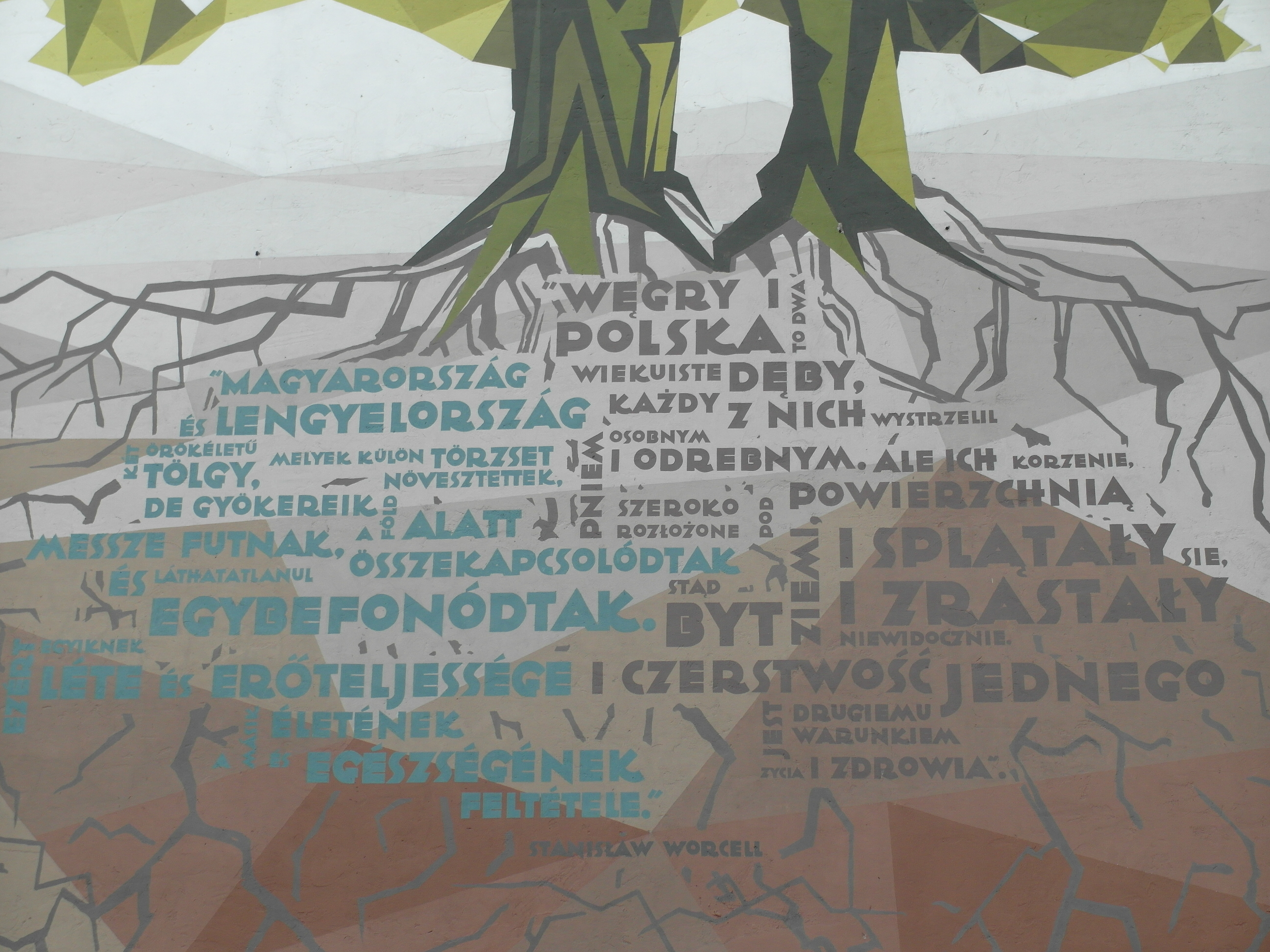
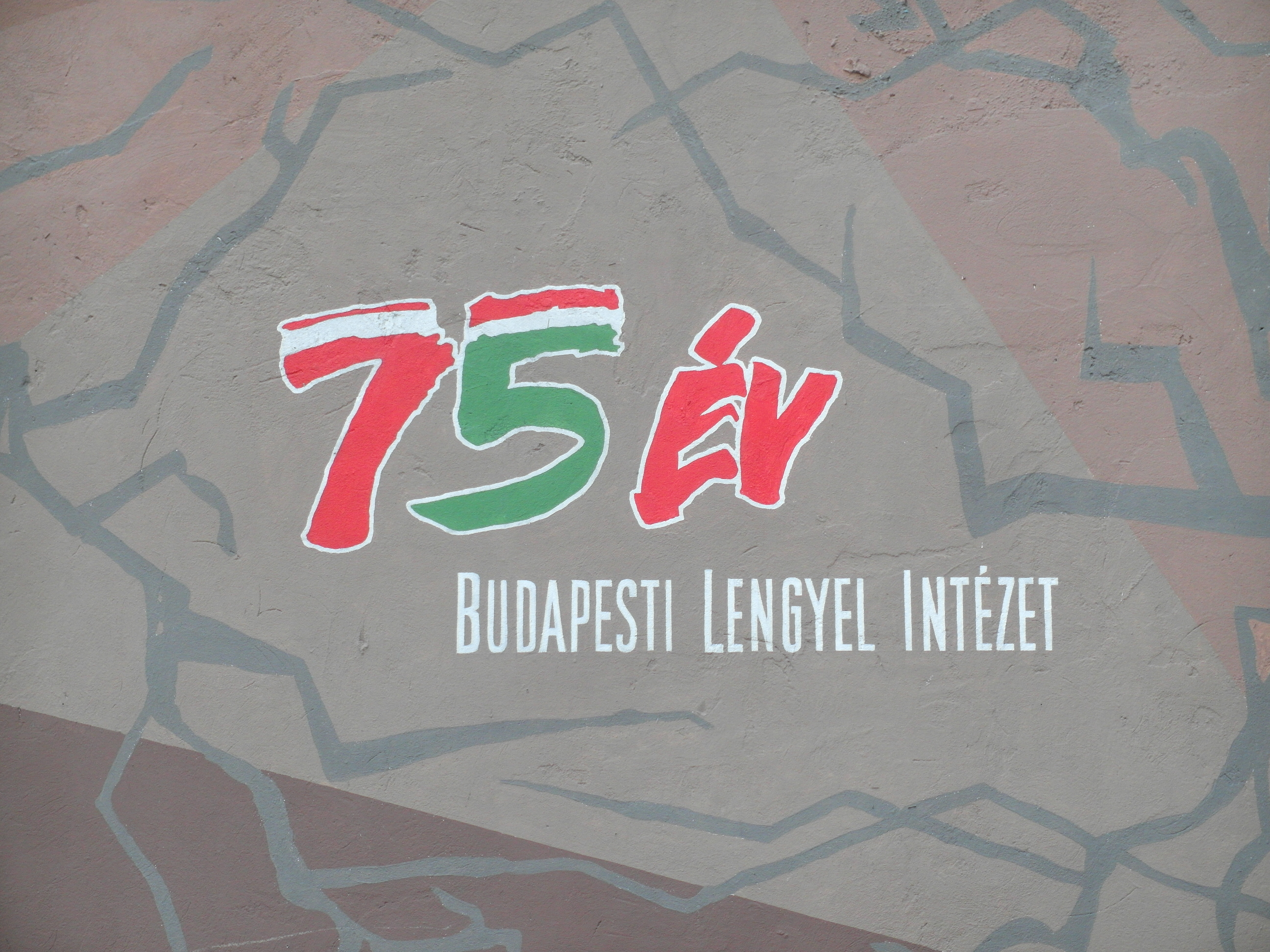
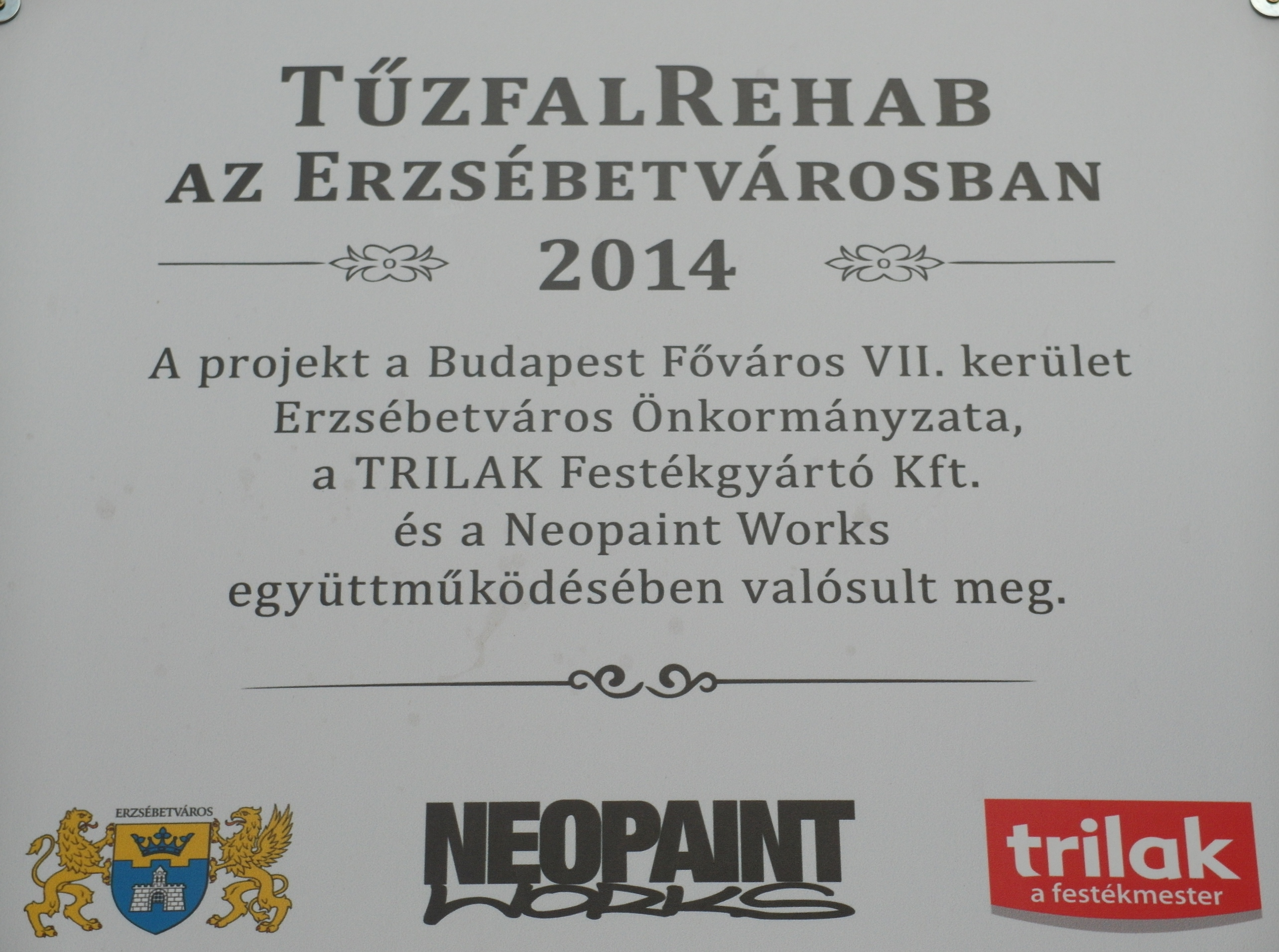